# إلتون وليامز
إلتون وليامز (بالإنجليزية: Elton Williams)‏ (4 يوليو 1973 - ) هو لاعب كرة قدم بريطاني في مركز الدفاع. شارك مع منتخب مونتسرات لكرة القدم. أما مع النوادي، فقد لعب مع Ideal SC ‏.

## وصلات خارجية
- إلتون وليامز على موقع الاتحاد الدولي (مؤرشف)  (الإنجليزية)
- إلتون وليامز على موقع قاعدة بيانات كرة القدم.إي يو (الإنجليزية)
- إلتون وليامز على موقع ناشيونال فوتبول تيمز (الإنجليزية)